# Comté de Monroe (Virginie-Occidentale)
Pour les articles homonymes, voir Comté de Monroe.
Le comté de Monroe est un comté des États-Unis situé dans l’État de Virginie-Occidentale. En 2000, la population était de 14 583 habitants. Son siège est Union. Il doit son nom à James Monroe, cinquième président des États-Unis. Il a été formé en 1799 à partir d'une partie du comté de Greenbrier. Le plus gros diamant alluvial d'Amérique du Nord, Jones Diamond, a été découvert à Peterstown, ville du comté de Monroe.

## Principales villes
- Alderson (en partie)
- Peterstown
- Union